# Canthylidia densata
Canthylidia densata là một loài bướm đêm trong họ Noctuidae.